# Colonia Habitat
Colonia Habitat är en ort i Mexiko.   Den ligger i kommunen San Andrés Tuxtla och delstaten Veracruz, i den sydöstra delen av landet, 400 km öster om huvudstaden Mexico City. Colonia Habitat ligger 241 meter över havet och antalet invånare är 209.
Terrängen runt Colonia Habitat är kuperad åt nordost, men åt sydväst är den platt. Runt Colonia Habitat är det ganska tätbefolkat, med 83 invånare per kvadratkilometer. Närmaste större samhälle är San Andres Tuxtla, 3,7 km norr om Colonia Habitat. Omgivningarna runt Colonia Habitat är en mosaik av jordbruksmark och naturlig växtlighet.